# Aspalathus wittebergensis
Aspalathus wittebergensis är en ärtväxtart som beskrevs av Robert Harold Compton och P.E.Barnes. Aspalathus wittebergensis ingår i släktet Aspalathus och familjen ärtväxter. Inga underarter finns listade i Catalogue of Life.